# 伊德拉克-雷斯帕耶斯
伊德拉克-雷斯帕耶斯（法語：Idrac-Respaillès，法語發音：[idʁak ʁɛspajɛs]）是法国热尔省的一个市镇，属于米朗德区。该市镇于1825年由原市镇伊德拉克（Idrac）和雷斯帕耶斯（Respaillès）合并而成。

## 地理
伊德拉克-雷斯帕耶斯（43°31'28"N, 0°27'27"E）面积13.03 平方千米，位于法国奧克西塔尼大區热尔省，该省份为法国西南部内陆省份，北起顺时针与洛特-加龙省、塔恩-加龙省、上加龙省、上比利牛斯省、大西洋比利牛斯省和朗德省接壤。
与伊德拉克-雷斯帕耶斯接壤的市镇（或旧市镇、城区）包括：拉贝让、卢贝尔桑、米拉蒙达斯塔拉克、米朗德、圣梅达尔。

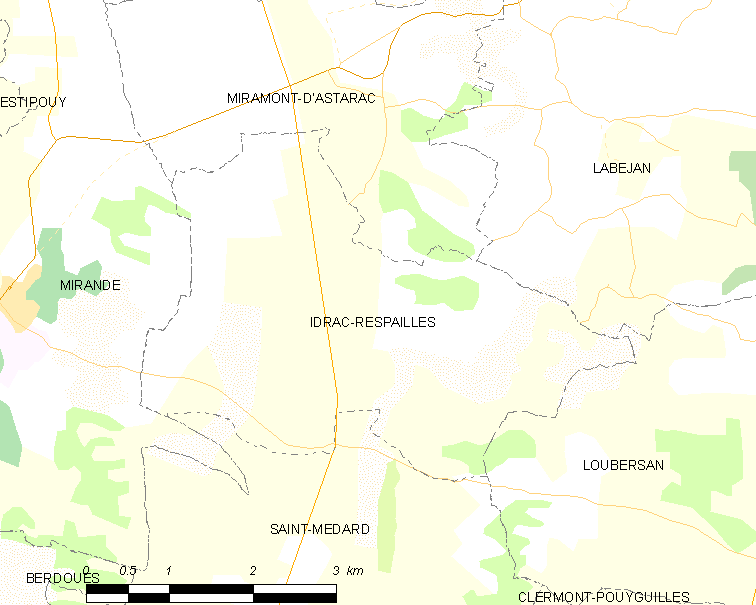
伊德拉克-雷斯帕耶斯的OSM定位图

伊德拉克-雷斯帕耶斯的时区为UTC+01:00、UTC+02:00（夏令时）。

## 行政
伊德拉克-雷斯帕耶斯的邮政编码为32300，INSEE市镇编码为32156。

## 政治
伊德拉克-雷斯帕耶斯所属的省级选区为米朗德-阿斯塔拉克县。

## 人口

1962-2008年间伊德拉克-雷斯帕耶斯人口变化图示

伊德拉克-雷斯帕耶斯于2022年1月1日时的人口数量为214人。